# Glashütte

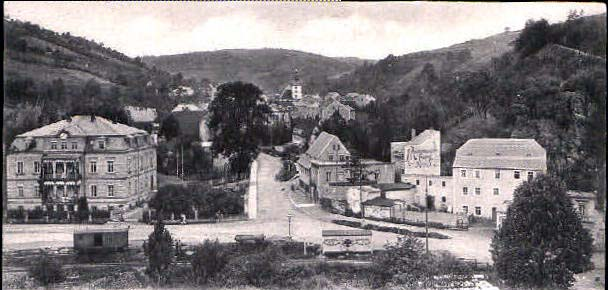
đáy

Glashütte là một thành phố ở huyện Sächsische Schweiz-Osterzgebirge, bang tự do Sachsen, Đức. Dân số cuối năm 2006 là 7515 người.